# Осиковица
Осиковица (болг. Осиковица) — село в Болгарии. Находится в Софийской области, входит в общину Правец. Население составляет 644 человека (2022).

## Политическая ситуация
В местном кметстве Осиковица, в состав которого входит Осиковица, должность кмета (старосты) исполняет Вилма Руменова Илиева (Болгарская социалистическая партия (БСП)) по результатам выборов правления кметства.
Кмет (мэр) общины Правец — Красимир Василев Живков (Красимир Василев Живков) по результатам выборов в правление общины.

## Знаменитые уроженцы
- Иванка Христова (р.1941) - легкоатлетка, олимпийская чемпионка и чемпионка Европы